# شایق
شایق روستایی است که در استان اردبیل، شهرستان سرعین، بخش مرکزی، دهستان آب‌گرم قرار دارد. این روستا با مردمان مهمان نواز و خونگرم بوده و از روستاهای مهم شهرستان سرعین است
اطلاعات این روستا را در وب سایت جامع این روستا به آدرس www.shayeghkandi.irمی‌توانید مشاهده فرمایید

## جمعیت
بر اساس سرشماری سال ۱۳۹۴ جمعیت این روستا ۱۴۰۰ نفر با ۲۲۳ خانوار بوده‌است.